# Antonio Tempesta
Antonio Tempesta (kolem 1555 Florencie – 5. srpna 1630 Řím) byl italský malíř a grafik. Stylově stojí na přechodu od manýrismu k ranému baroku. Jeho učitelem byl Jan van der Straet, s nímž zřejmě pracoval na výzdobě paláce Palazzo Vecchio.
Kolem roku 1580 se Tempesta natrvalo odstěhoval do Říma. Zde kromě maleb a fresek začal postupně vytvářet i grafiku, nejdříve předlohy pro jiné rytce a od roku 1589 produkoval mědirytiny sám. Celkem jich vytvořil asi 1700, většinou v nich zpracovával biblická, mytologická a náboženská témata a jeho grafiky patřily k nejoblíbenějším a nejvíce kopírovaným v celém 17. století. Po roce 1600 začal Tempesta malovat i na kámen (mramor, alabastr, lapis lazuli), a také tato jeho díla se stala oblíbenými sběratelskými předměty.
K Tempestovým žákům patřil Claude Deruet a snad i Jacques Callot.

## Ohlas v Čechách

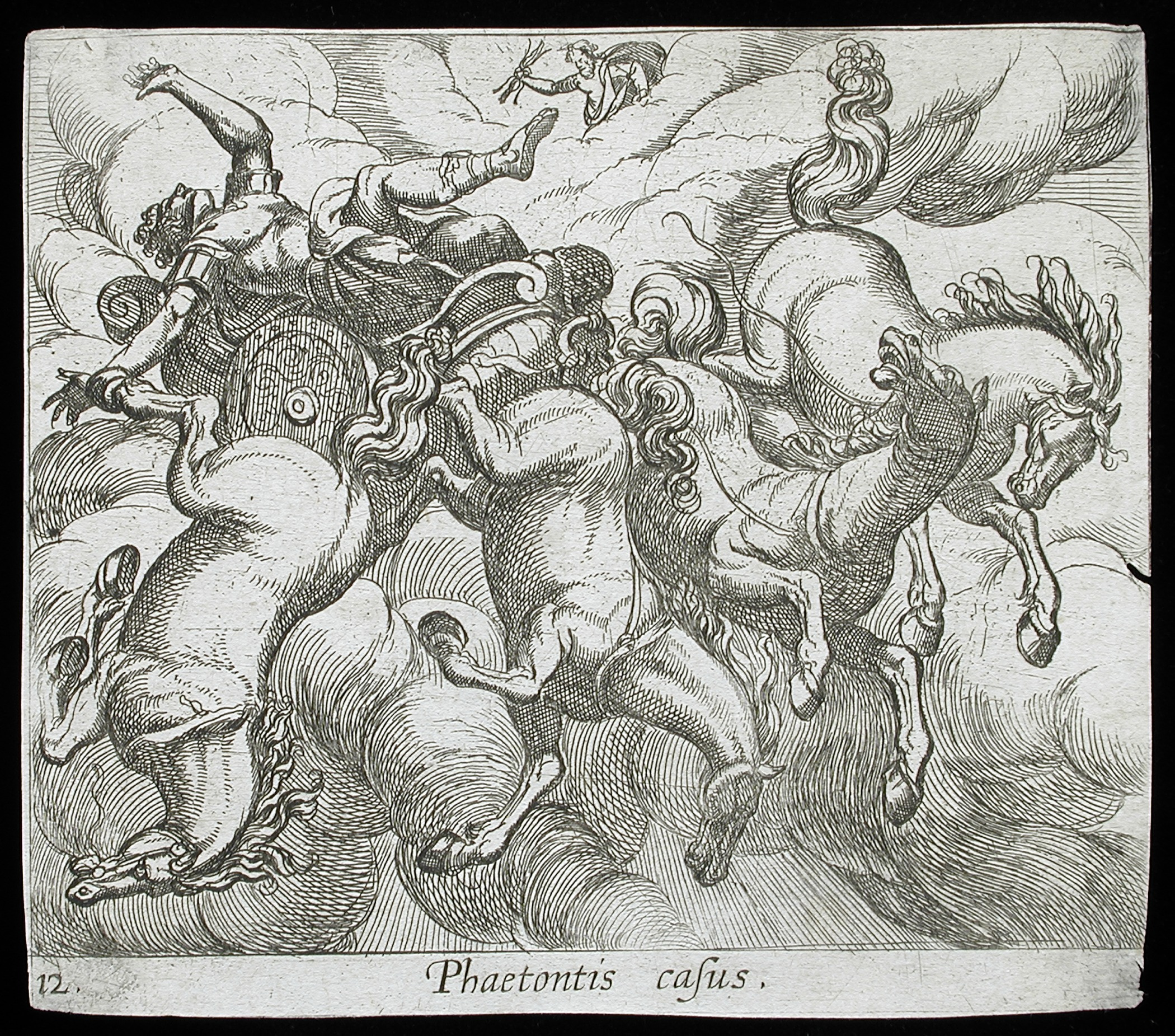
Pád Faethónova vozu z nebes; mědirytina z cyklu Ovidiových Proměn

Baccio del Bianco při malbě fresek v Audienční síni a v Mytologické chodbě Valdštejnského paláce v Praze použil výběr grafických předloh z Tempestova rozsáhlého cyklu 150 ilustrací k Ovidiovým Proměnám; měl k dispozici verzi z roku 1606, provedenou v Antverpách rytcem Bernardem Salomonem